# Església de San Lorenzo
L'església de San Lorenzo es un edifici de la diòcesi de Cadis i Ceuta ubicat al barri de la Viña de Cadis. Es va construir el 1722 a partir del patrocini del bisbe Lorenzo Armengual de la Mota.

## Descripció
L'església forma part de la trama urbana del nucli antic de Cadis, sent una de les senyes d'identitat del Barri de la Vinya. El temple, construït al segle xviii, destaca per la seva arquitectura barroca religiosa, sobretot per la portada principal, així com la torre.
La edificació té una planta de creu llatina, d´una sola nau i creuer. La nau està dividida en quatre trams coberts amb volta de canó i separats per pilastres dòriques que flanquegen obertures que donen accés a les capelles dels laterals. La façana exterior conté una portalada amb un panell ceràmic a la dreta amb les imatges de la confraria dels Afligits i al costat una fornícula amb la imatge de la Mare de Déu dels Dolors. En un dels seus angles s'eleva la torre sobre banc, de planta octogonal rematada per cuculla cobert de rajoles sevillanes del segle xviii.
A l'interior es troba el retaule major de fusta daurada construït el 1727 per Francisco López. El cos central presenta imatges de la Mare de Déu del Pilar i de Sant Llorenç, en una talla policromada de principis del segle xviii. L'àtic està ocupat pel grup escultòric de la Trinitat.

## Història
Va ser patrocinada pel bisbe Lorenzo Armengual de la Mota, impulsor també de la construcció de la Catedral Nova, per dotar el barri de la Viña d'una ajuda de parròquia. Durant el segle xviii, Cadis es trobava en la seva etapa de més esplendor econòmic i social. El 1717 es va traslladar, des de Sevilla, la Casa de Contractació d'Índies i el Consolat a Cadis.
La construcció de l'església es va iniciar el 1722 i les obres van durar quatre anys, dirigides per l'alarif Juan Agustín López Algarín. La Venerable Orde Tercera dels Servents de Maria es va instal·lar a l'església el 1727, dos anys després d'inaugurar-se el temple. El bisbe Armengual va concedir a aquesta Orde l'ús de la capella ubicada al tercer tram del costat de l'epístola de la nau que es va construir entre el 1763 i el 1774, sota la direcció primer del mestre Diego Ramos i després de Francisco Lorenzo Cañete, qui la va acabar i autor del disseny definitiu.
Posteriorment, l'alarif Blas Díaz va construir la torre. Al voltant de 1787, l'arquitecte Torcuato Benjumeda va remodelar les portades del presbiteri i el pati immediat a la sagristia.